# Via XVII

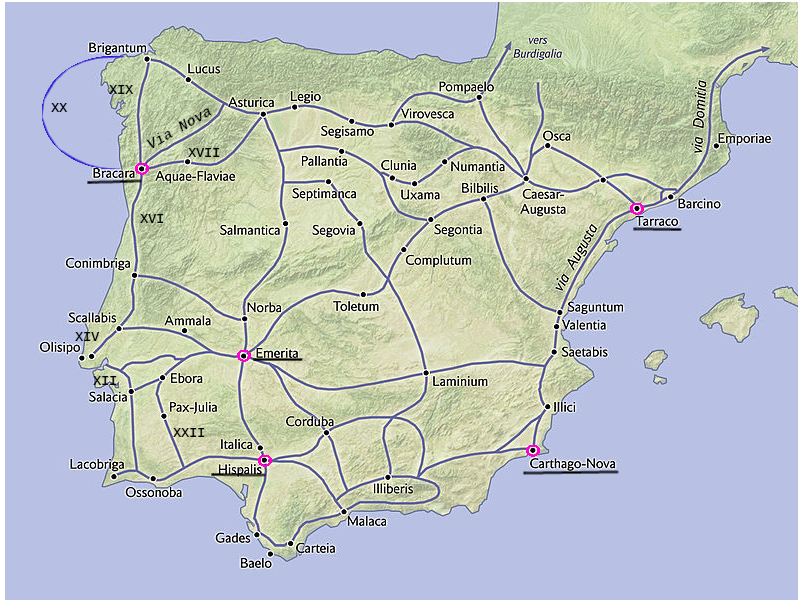
Vias romanas

A Via XVII era uma via romana do Itinerário Antonino que ligava as cidades de Bracara Augusta (Braga) e Asturica Augusta (Astorga) passando pela cidade de Aquae Flaviae (Chaves), num total de 247 milhas romanas (cerca de 365 km). É a mais antiga das vias romanas do noroeste peninsular, sendo edificada no tempo de Augusto entre 5 e 2 a.C. Ainda hoje se preservam 80 miliários desta via, parte deles recolhidos no Museu D. Diogo de Sousa e no Museu da Região Flaviense. A fim de percorrer os caminhos da antiga via, foi criada a Grande Rota 117 de Braga até São Julião de Palácios, Bragança (para Portugal).

## Percurso
No itinerário de Antonino são citadas as seguintes etapas (mansões)  para a Via XVII, o percurso está também descrito no Itinerário de barro encontrado em Astorga:

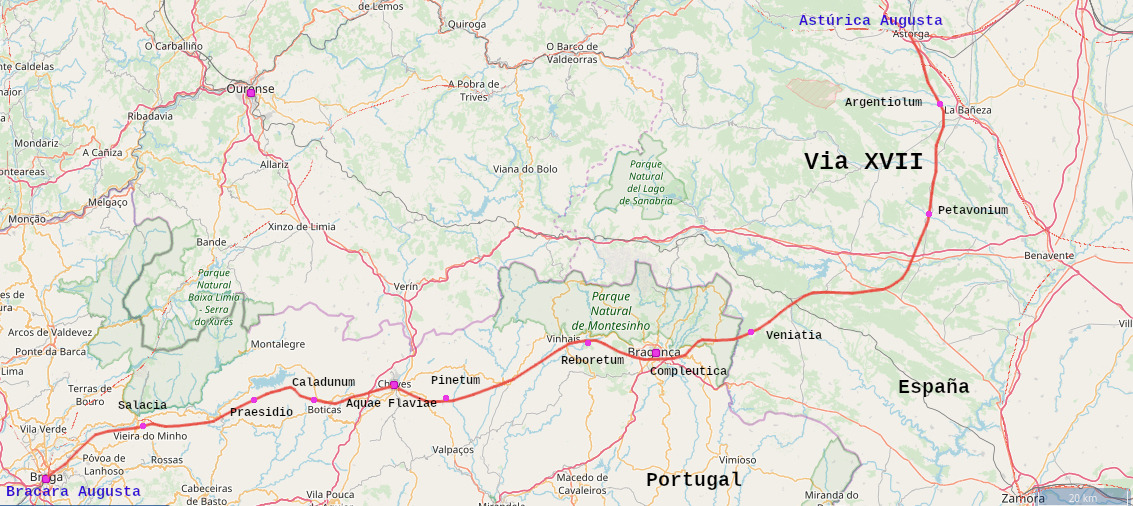
Mapa da via romana XVII

| Mansio                      | Milhas romanas entre cada (1 milha de 1480 m a 1850 m) | Povoações actuais                             |
| --------------------------- | ------------------------------------------------------ | --------------------------------------------- |
| 1 Brácara Augusta           |                                                        | Braga (Portugal)                              |
| 2 Salácia                   | XX                                                     | Castro de Vieira do Minho                     |
| 3 Presídio                  | XXVI                                                   | Castro de Valongo, Vila da Ponte              |
| 4 Caladuno                  | XVI                                                    | Castro de Pedrario, aldeia de Arcos, Cervos   |
| 5 Ad Aquas ou Águas Flávias | XVIII                                                  | Chaves                                        |
| 6 Pineto                    | XX                                                     | Castro de Cabeço da Muralha, Alvarelhos       |
| 7 Reboreto                  | XXXVI                                                  | Castro de Ousilhão, Nunes                     |
| 8 Complêutica               | XXIX                                                   | Castro de Avelãs, Bragança                    |
| 9 Veniácia                  | XV                                                     | Castro de La Imena, Figueruela de Arriba      |
| 10 Petavônio                | XXVIII                                                 | Rosinos de Vidriales, Santibáñez de Vidriales |
| 11 Argentólio               | XV                                                     | Tabuyuelo de Jamuz, Quintana y Congosto       |
| 13 Astúrica Augusta         | XXIV                                                   | Astorga                                       |

## Classificação
A via não está classificada no seu todo, mas por pequenas porções como por exemplo na Póvoa de Lanhoso (Imóvel de Interesse Público), em Chaves (Ponte Trajano, Monumento Nacional), e alguns miliários como o de Vilarandelo (Imóvel de Interesse Público).

## Fotografias

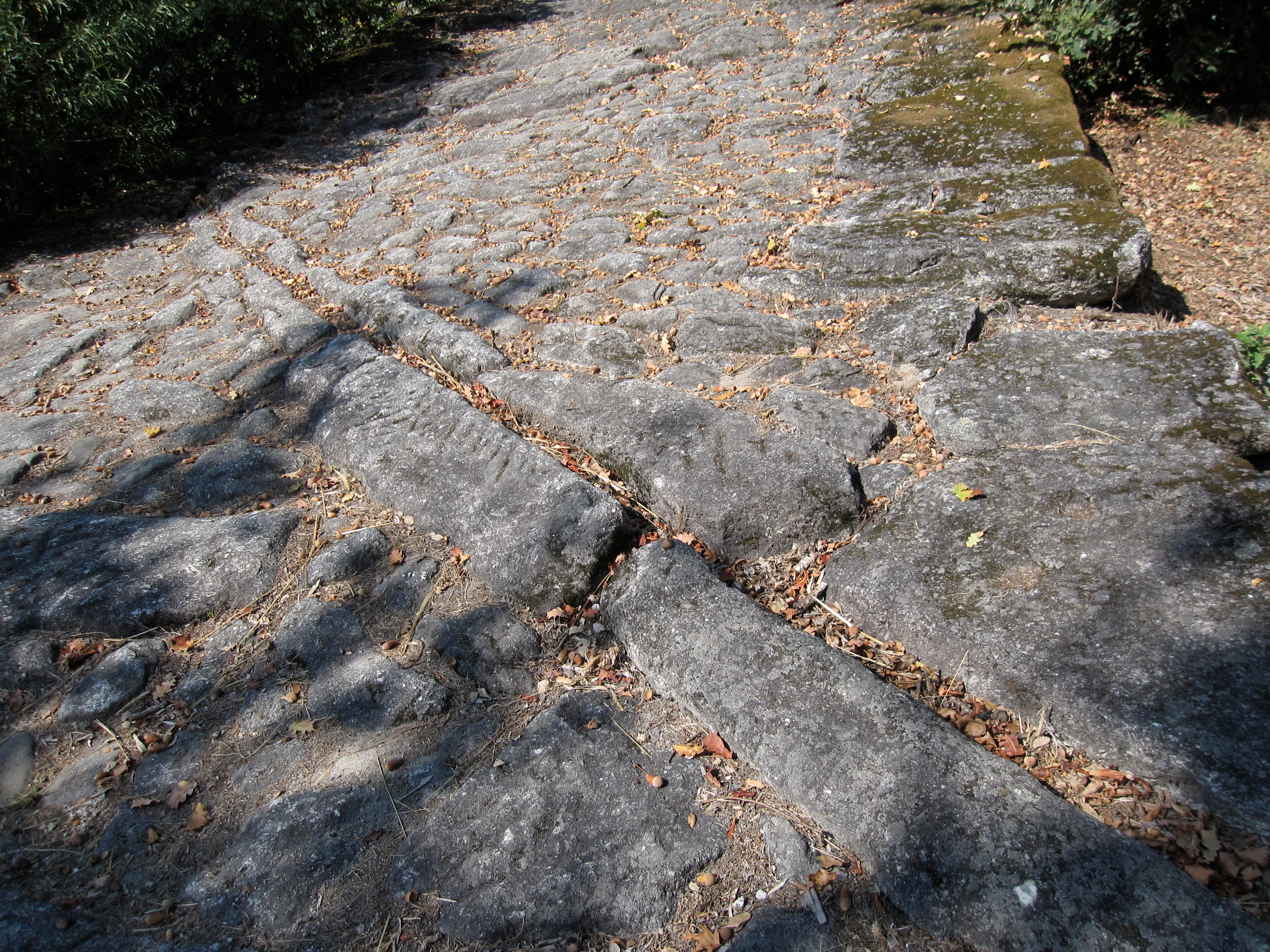
Via XVII na Póvoa de Lanhoso, Braga
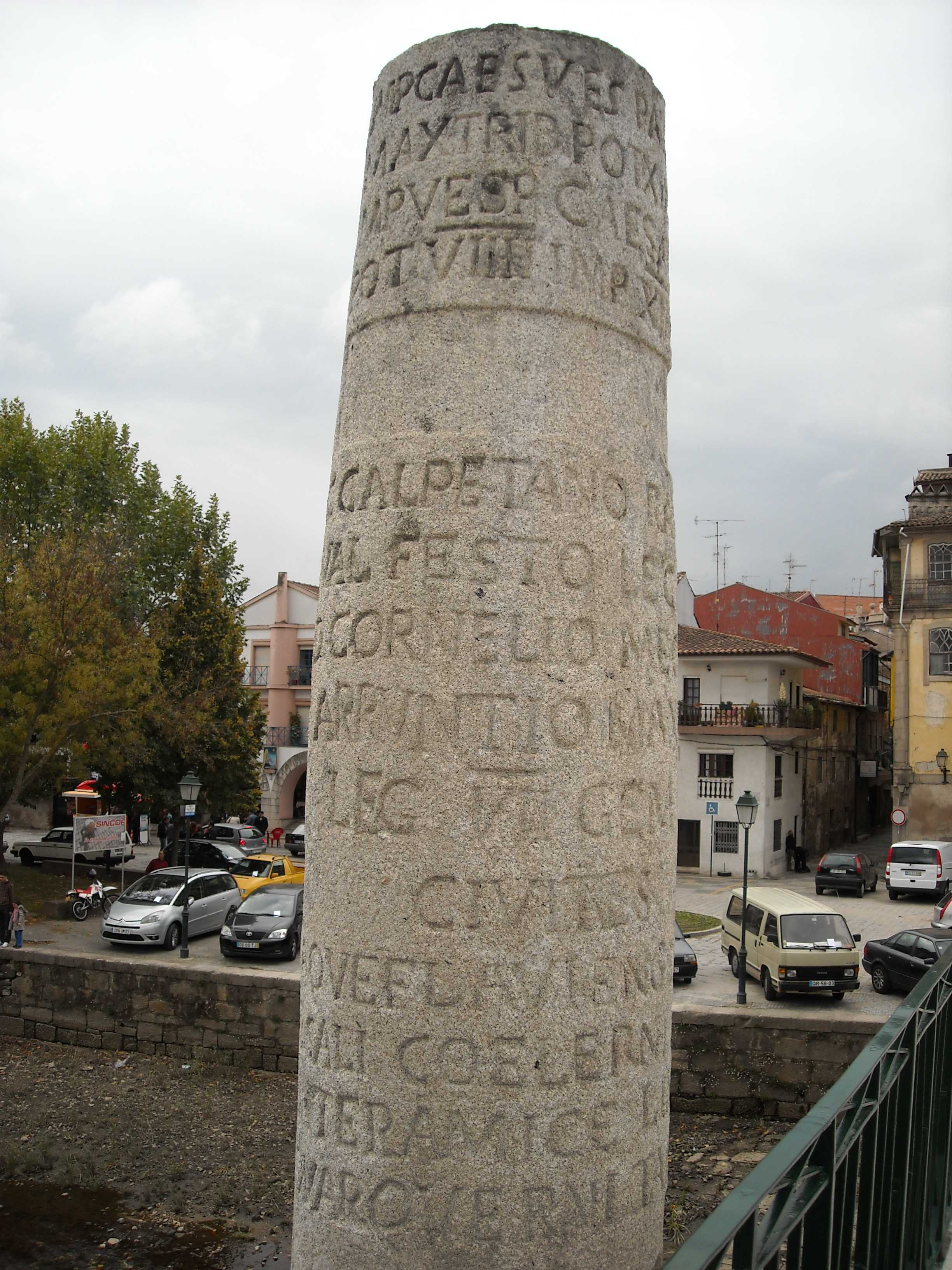
Cópia do Padrão dos Povos na ponte Trajano de Chaves
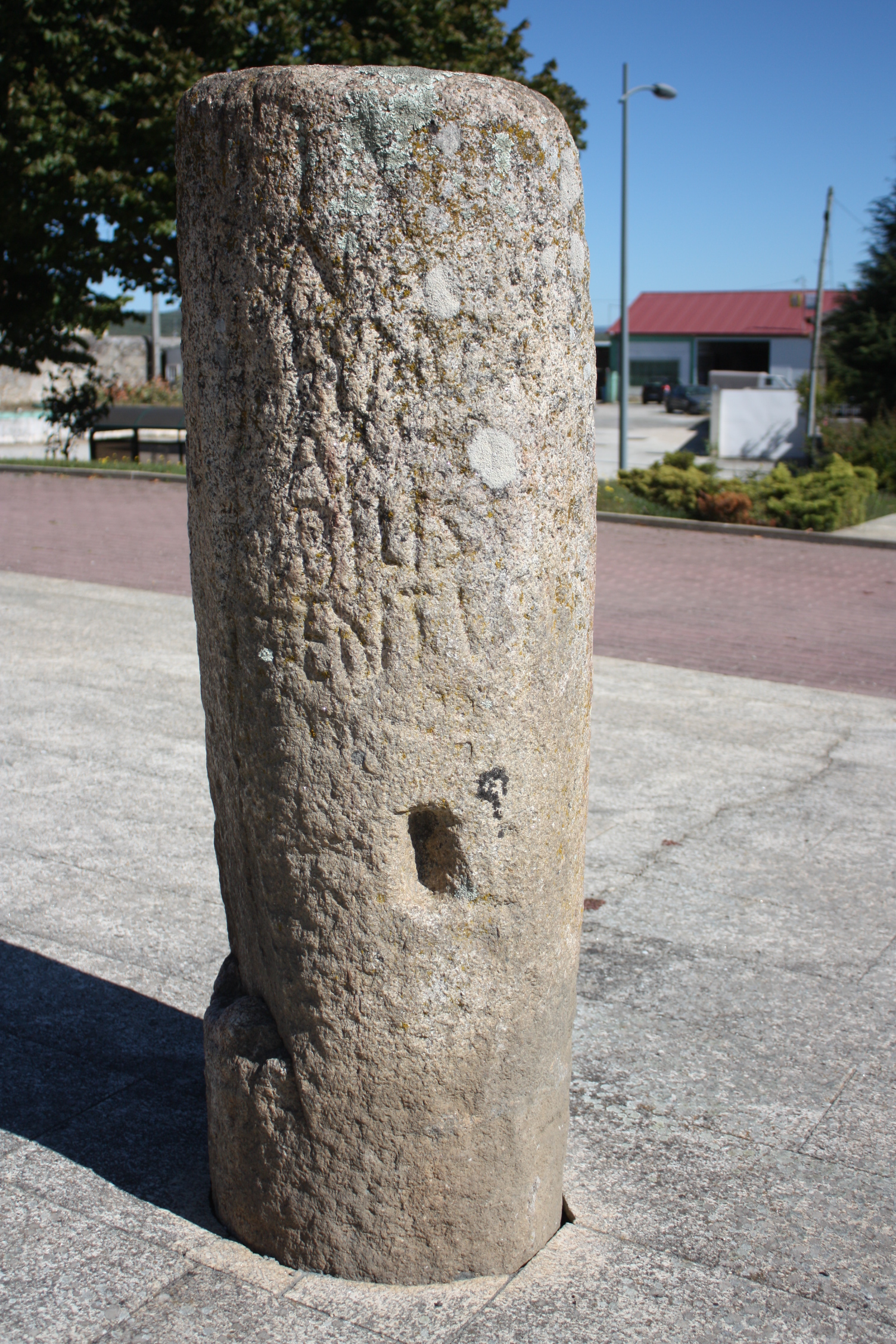
Miliário em Vilarandelo, Valpaços, Vila Real.
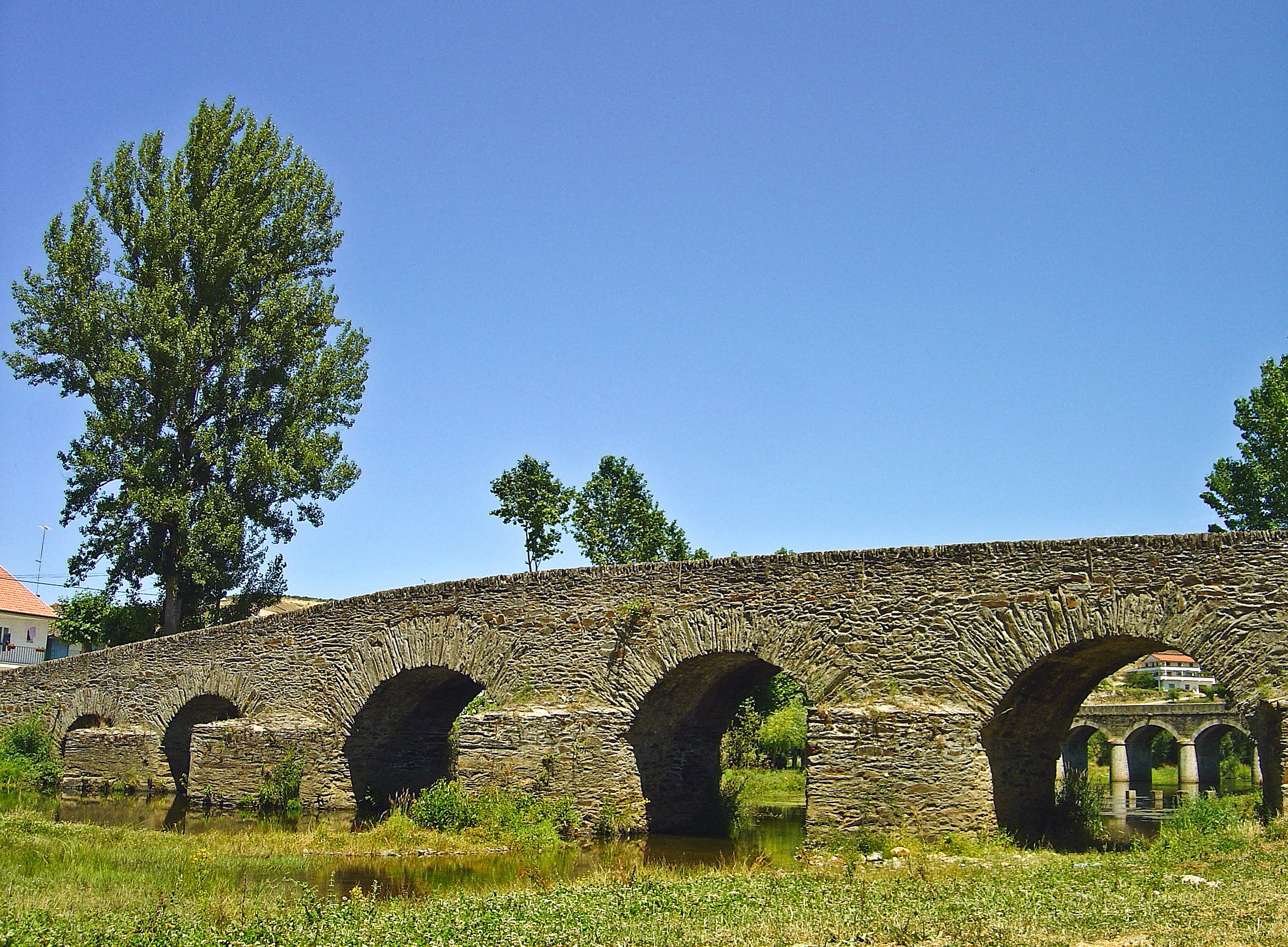
Ponte de Gimonde (Ponte velha), Bragança.

## Bibliografía
- Antonio Rodríguez Colmenero, Santiago Ferrer Sierra e Rubén Álvarez Asorey (2004): Miliarios e outras inscricións víarias romanas do Noroeste hispánico (conventos bracarense, lucense e asturicense) PDF (Galego). Santiago de Compostela: Consello da Cultura Galega.
- A estrada militar romana de Braga a Astorga por Bragança, na revista do Archeologo Português